# Huta (gmina Baranów)
Huta – wieś w Polsce położona w województwie lubelskim, w powiecie puławskim, w gminie Baranów.
W latach 1975–1998 miejscowość należała administracyjnie do województwa lubelskiego.
Wieś stanowi sołectwo gminy Baranów. Według Narodowego Spisu Powszechnego z roku 2011 wieś liczyła 116 mieszkańców.

## Historia
W wieku XIX Huta występuje jako folwark w powiecie nowoalekaandryjskim, gminie Wola Czołnowska, parafii Baranów, od Kurowa oddalona wiorst 10. Rozległość folwarczna wynosiła mórg 575 [...]. Folwark ten w r. 1879 oddzielony został od dóbr Baranów.

## Ludzie urodzeni w Hucie
- Franciszek Jóźwiak, urodzony w 1895 roku, działacz komunistyczny, komendant główny Milicji Obywatelskiej, od marca 1946 członek Państwowej Komisji Bezpieczeństwa, generał dywizji Wojska Polskiego.